# Microbiotheria
Los microbioterios (Microbiotheria) son un orden de marsupiales clasificados como Australidelphia (marsupiales de Australia) a pesar de que su única especie viva en la actualidad, el monito de monte (Dromiciops gliroides) solo habita una pequeña zona relicta del neotrópico (sur de Chile y Argentina). Es el único miembro del superorden Microbiotheroidea.
A pesar de ser similares a los roedores y musarañas, esto es producto de la convergencia evolutiva; no estando emparentados con estos. 
El resto de especies descritas como integrantes del orden se conocen por sus restos fósiles.Son más cercanos filogenéticamente a Dasyuromorphia, marsupiales carnívoros australianos, que al resto de marsupiales sudamericanos, siendo en la actualidad el único representante de los australidelfos que habita fuera de Oceanía.

## Historia del grupo
El origen de este grupo se remonta a antes del Oligoceno, hace más de 40 millones de años, cuando Australia, Sudamérica y la Antártida estaban unidas formando Gondwana. 
Tras separarse de África y Australia, Sudamérica quedó completamente aislada y además dividida en diferente regiones, separadas por un mar interior (Mar Entreriense). Esta familia se origina en el Cretácico, en la región más austral del continente que incluía la actual península antártica y parte de Australia. Microbiotherium logra adaptarse a las condiciones climáticas, quedando íntimamente ligado a la flora de los antiguos bosques relictos (Bosque Valdiviano) donde hoy sobrevive la única especie del género Dromiciops. Sus fósiles datados del Oligoceno superior y Mioceno inferior demuestran una estrecha relación biogeográfica con la rana Calyptocephalella (que se remite también a la fauna Australiana Myobatrachidae) y los elementos florísticos presentes en el Bosque Valdiviano, lo que termina de fundamentar la vicarianza del grupo relicto. Tras separarse Australia de la actual península antártica, la familia quedó finalmente relegada al sur del continente. Actualmente, otros fósiles relacionados con el grupo han sido hallados en la costa atlántica de Brasil y en Bolivia, lo cual sugiere una expansión sudamericana de Australodelfia durante el Paleoceno. Debe señalarse, que Microbiotheria ocupa una posición basal en el grupo Australidelphia.